# Водопади у Поткозарју
Водопади у Поткозарју или слапови су природна појава која се јавља на рекама Поткозарја, на местима слободног пада воде у речном току на оним местима где се јавља изненадна промена у елевацији рељефа, односно на месту на уздужном речном профилу где речна вода пада вертикално преко стрмог одсека који преграђује њен ток.
Водопади Поткозарја су најчешће туристичка атракција и занимљивост овог дела Републике Српске и Босне и Херцеговине.

## Хидрографија Козаре и Поткозарја
Вода је темељ и извор живота становницима Козаре и Поткозарја. Национални парк Козара обилује чистим и питким изворима и потоцима. О водном богатству парковског подручја сведочи густина хидрографске мреже, односно водоточна мрежа, која износи 1 km/km².
Подручје Националног парка „Козара“ је орохидрографско чвориште планине Козаре. На њеном подручју постоје извори готово свих већих потока и река. Потоци су секли дубоко и стварали стрме и дубоке долине, а на свом путу кроз стенску масу стварали су и водопаде.
Национални парк Козара има густу хидрографску мрежу, која се састоји углавном од сталних и мањим делом периодичних водотока. Ова мрежа је веома разграната, радијално-дендроидног типа, а на њено формирање значајно су утицали рељеф и својства геолошке подлоге. Нарочито северни део подручја обилује водотоцима, водопадима и изворима.
Најзначајнији водотоци на северној страни су Мљечаница, Црна ријека и Моштаница. Ријека Мљечаница има највећи слив и најдужу мрежу притока. Настаје спајањем Велике и Мале Мљечанице.
Поток Стареница (Козарачка ријека), који настаје ушћем Бијеле воде у Јововац, испод Гумлина, усеца се у југозападне падине Националног парка Козара. Најзначајније десне притоке Старенице су: Уромовац, Котловача и Зовик.
Воде свих извора ових река су доброг квалитета тако да се могу користити за пиће.

## Водопад на Зечијем камену
Поточић Зофик који извире испод Мраковице на надморској висини од 700 м, тече преко Бенковца и слива  се низ Зечији камен правећи водопад (слап) висок 10 м, који се визуелно доживљава као водопад се три каскаде, једна испод друге. Каскаде су сличне  двема  кадама које су једна изнад друге а трећа је  слап преко прага.
Водопад је настао тако што је вековима вода текла низ кречњачку стену и упорно растварала неотпорнији кречњак, удубљивала га и тако формирала своје речно корито, док су кречњачке стране корита на којима није било воде остале нерастворене. Тако се корито удубило (усекло у кречњак), а стране су остале. Каскаде су настале и зато што су отпорнија два слоја кречњака на растварање, један изнад другога, на одстојању од 4 до 5 м, остала нагтакнута и формирала прагове или степенице у кориту потока.
Вода која преко  каскада пада, распршава се у млазеве, а малзеви у безброј  водених капљице које попут кише, шиште, стварајујући буку (хук) која се из далека чује кад се иде узводно долином поточића Зофика.

## Водопад на Козарачкој ријеци
Козарачка ријека, Стареница или Рика, настаје на висовима Козаре, на месту где се састају Бијеле Воде и Јовача. Дуга је око 12 km. Десна је притока реке Гомјенице и у њу се улива код мјеста Брезик. Спушта се југоисточном падином Козаре према месту Козарцу. Од Козарца па до ушћа у Гомјеницу, постаје права равничарска речица или Рика
Кад се иде клисуром од Козарца према Мраковици чује се хук воде, из корита Козарачке ријеке на делу на коме се налазе чвршће палеозојске стене које су биле тврђе и отпорније на утичај воде и остале су у виду прага у кориту реке. Преко тог прага на кориту Козарачке ријеке прелева се вода и прави водопад или слап.
Са врха водопада са висине до 5 m, вода  се обрушава низ црну стену и кроз издубљене олуке у стени великом брзином пада  разбијајући се у сићушне беличаста капљице, стварајући хук који се пролама клисуром. Бука водопада је толико јака да се све до асфалтног путе  на правцу од Козарца за Мраковице.

## Вештачки водопад на Козарачкој ријеци
У близини  водопада на Козарачкој ријеци који је створила природа својевремено је постојао  и други (вештачки) водопад, направљен људском руком.
Водопад је настао у првој половини 20. века, када је уз Козарачку ријеку изграђена пилана  непосредно пред Другу светски рат. Тада је преграђено корито Козарачке ријеке и направљена је  мала брана како би  вода била скренута јазом који је одводио преко једне стене високе око 50 м са које се у слободном паду обрушавала низ стену, и покретала турбине за потребе пилане.
Вода која је текла низ стену правила је водопад који се добро видео са пута који пролази о Козарца за Мраковицу, посматрач нису могли да уочи да је то вештачки направљен водопад, јер се са овог пута није видео јаз којим је вода доведена до стене низ коју се у виду слапа сливала.
Како овај водопад није у функцији не би било сувишно поново пустити воду јазом да се слива низ стијену и прави водопад.

## Водопад на Мљечаници
Мљечаница је поткозарска и кнешпољска ријека, десна притока Уне. Налази се на сјеверу националног парка Козара. Мљечаница има највећу сливну површину и најдужу мрежу притока на подручју националног парка Козара. Настаје спајањем Велике и Мале Мљечанице. Једна од важнијих притока Мљечанице је Кнежица, која се у њу улива у Међувођу.
Водопад на Мљечаници, или како га неки називају Бук или Скакавац налази се код ушћа Грачанице у Мљечаницу, на локацији на којој је у кориту реке била чвршћа стена па је на том месту вода заостајала, па је да би савладала ту препреки река  у свом распадању и ерозивном раду вода створила праг висине до 3 м, а испод прага издубила велики ерозивни лонац дубине до 1 m и дужине 3 m.
Вода се на овом водопаду прелива преко овог прага у кориту Мљечанице и слива удубљеним каналима, распршава  пенуши и пада у ерозивни лонац.
Како вода пада низ стену она својом снагом, из лонца избацује доње слојеве воде на површину и са њима понеку рибу  која избачена јачином воде на површини скаче увис. Иначе у Мљечаници и у њеним притокама у горњим токовима има салмонидне рибе: пастрмке и кркушке, а у доњим: клена, беовице и друге бијеле рибе.  Скакање риба под дејством снаге водопада претставља туристичку атракцију, којом се посматрачи одушевљавају.
Како је овај водопад јако бучан његова хука разлеже се долином Поткозарја.